# Pfarrkirche Bad Großpertholz

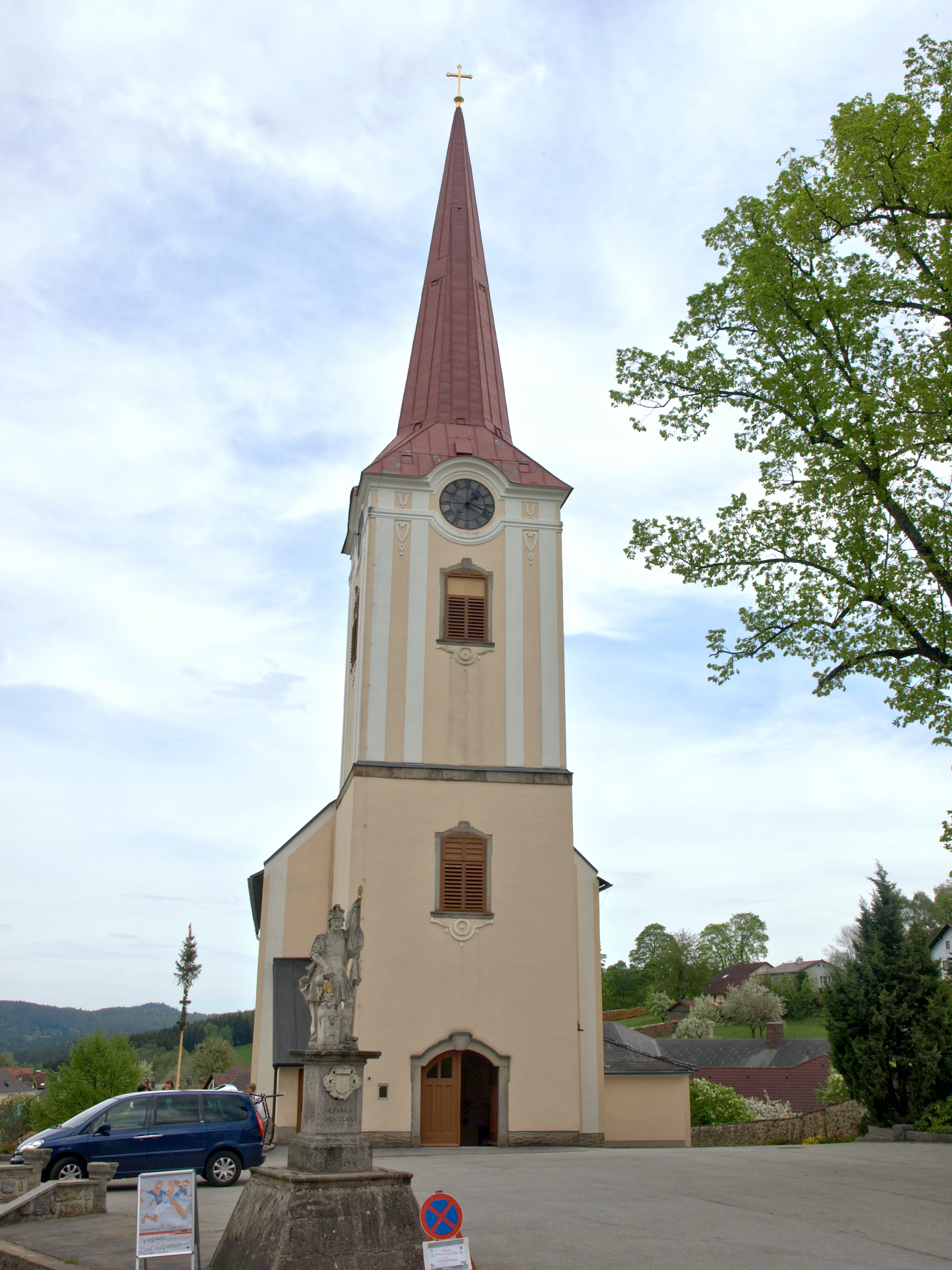
Pfarrkirche Bad Großpertholz

Die römisch-katholische Pfarrkirche St. Bartholomäus und Thomas im niederösterreichischen Ort Bad Großpertholz liegt oberhalb des Marktplatzes an einer Geländestufe. Die ursprünglich romanische, in den Jahren 1691 und 1776–1779 veränderte Saalkirche mit barockem Westturm steht unter Denkmalschutz (Listeneintrag). Die urkundlich erstmals 1358 erwähnte Pfarre wurde 1544 aufgehoben und 1690 wiedererrichtet. 1926 und 1966 wurde die Kirche restauriert. Sie gehört zum Dekanat Gmünd in der Diözese St. Pölten.

## Äußeres

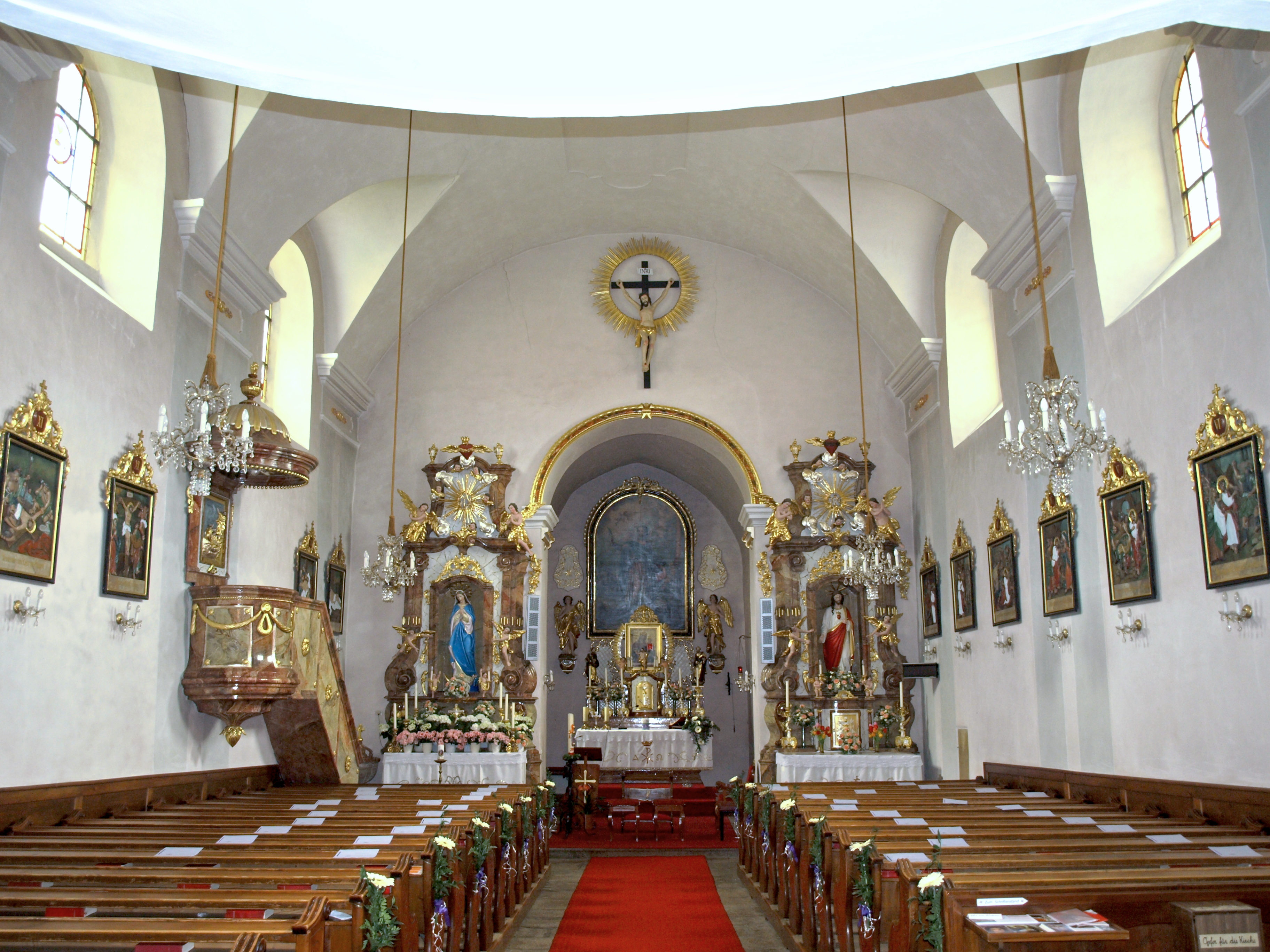
Blick auf den Altar

An den schlichten, barocken Saalbau mit eingezogenem Rechteckchor ist in der Chorachse eine Sakristei und südlich des Chores die romanische Thomaskapelle mit Halbkreisapsis angebaut. Die Anbauten südlich des Langhauses wurden 1970 errichtet. Der 1776–1779 erbaute Turm hat einen quadratischen Grundriss, ein flachbogiges Portal im Westen, im Obergeschoß eine Lisenengliederung, Schallfenster und ein nach einem Brand 1866 errichtetes Pyramidendach.

## Inneres

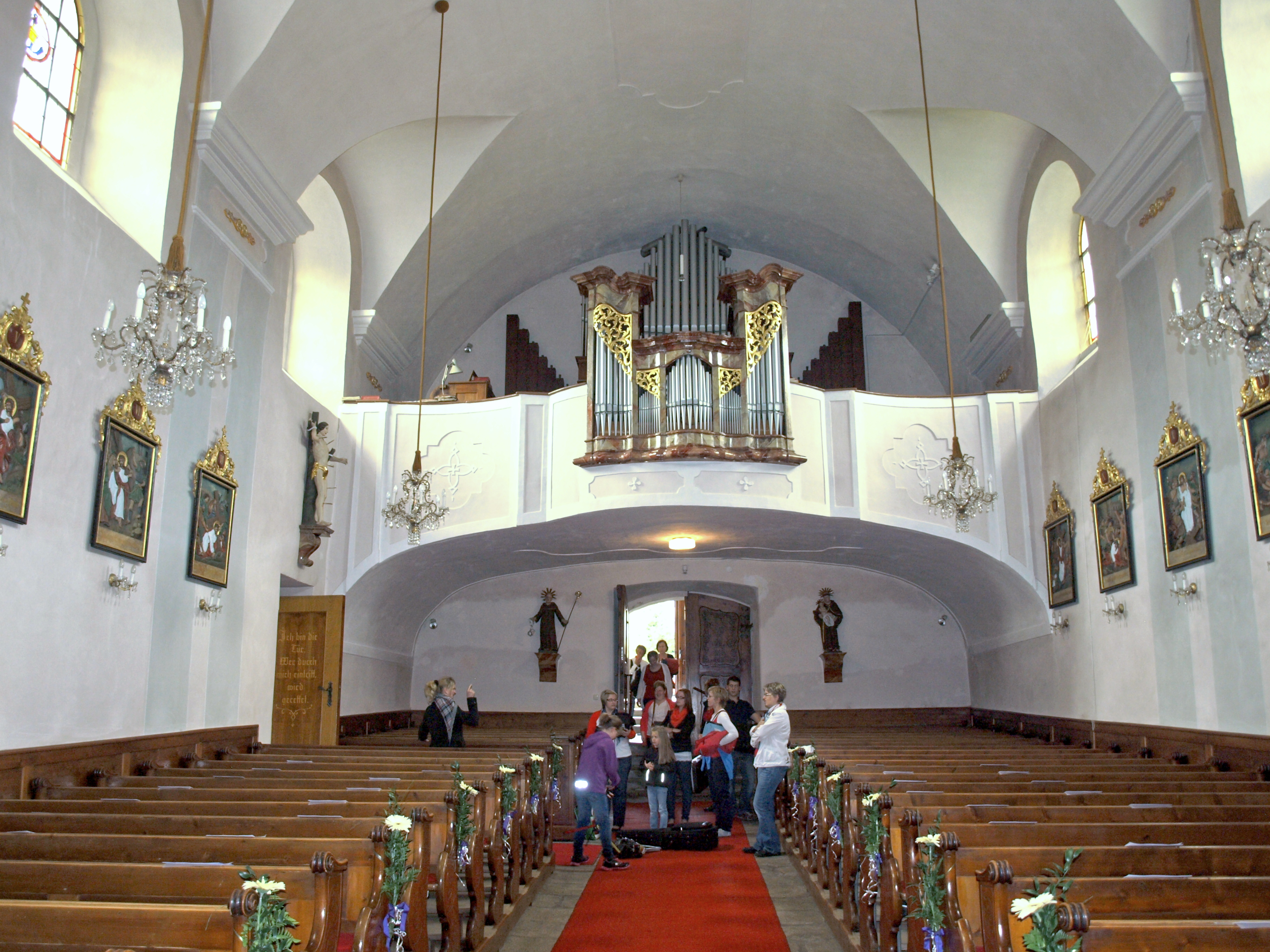
Blick auf die Orgelempore

Das breit gelagerte, dreijochige Langhaus wurde barockisiert. Es verfügt über eine Tonnenwölbung (Holzkonstruktion) von 1776 bis 1779 mit Stichkappen über den wahrscheinlich im Jahr 1691 geschaffenen Rundbogenfenstern. Der Putz ist durch Felder und Kämpfergesimse gegliedert. Die Orgelempore aus der Zeit um 1770/1780, in die 1789 die Orgel von Franz Hillebrandt eingefügt wurde, weist an der geschwungenen Brüstung ebenfalls eine Feldergliederung auf. Der Triumphbogen ist stark eingezogen und mit 1728 bezeichnet. Der im Kern romanische Chor ist tonnengewölbt und gerade geschlossen. Die südseitig anschließende, romanische Thomaskapelle verfügt über eine Halbkreisapsis und ein wahrscheinlich aus dem 14. Jahrhundert stammendes Kreuzrippengewölbe.
Das derzeitige Orgelwerk mit 13 Registern im Gehäuse aus 1789 wurde 1948 von Gebrüder Mauracher gebaut.

## Einrichtung
Der Hochaltar, über freistehender Mensa und mit einem Tabernakel, das vermutlich im späten 18. Jahrhundert angefertigt wurde, verfügt über ein gerahmtes Gnadenbild Maria von der immerwährenden Hilfe aus der ersten Hälfte des 19. Jahrhunderts. An der Rückwand des Chores befindet sich das Altarbild hl. Bartholomäus von Ludwig Tily aus dem Jahr 1883 zwischen Schnitzengeln aus dem vierten Viertel des 18. Jahrhunderts. Die Seitenaltäre aus der Mitte des 18. Jahrhunderts haben marmorierte Volutenausbauten. In der linken Mittelnische steht eine Figur der hl. Maria von 1883 und rechts eine Figur des hl. Salvator von 1884. Die klassizistische Kanzel aus der Zeit um 1800 ist mit einem Relief Fischzug Petri dekoriert.
Die Kirche verfügt über mehrere Heiligenbildnisse: Figuren der Hll. Sebastian und Florian im Stil des 18. Jahrhunderts; eine barockisierende Figur des hl. Franziskus von Josef Untersberger aus dem Jahr 1892; eine Figur des hl. Leonhard und ein Bildnis Christus an der Geißelsäule aus dem 18. Jahrhundert. Am Triumphbogen hängt ein barockisierendes Kruzifix.
Zur weiteren Ausstattung zählen ein barocker Taufstein aus Granit aus dem 17./18. Jahrhundert, ein Weihwasserstein auf achtseitigem Pfeiler, Kreuzwegreliefs von 1882 und Rahmen in Rokokoformen.